# Omorgus tuberosus
Omorgus tuberosus is een keversoort uit de familie beenderknagers (Trogidae). De wetenschappelijke naam van de soort is voor het eerst geldig gepubliceerd in 1855 door Klug.